# FH77
FH77 (швед. Fälthaubits 77 — Полевая гаубица 77) — шведская 155-миллиметровая самодвижущаяся гаубица, разработанная и производимая компанией Bofors.

## Разработка
В 1960-х годах Швеция начала искать замену для стоящих у неё на вооружении французских «гаубиц F». В качестве варианта такой замены была предложена и проходила испытания американская САУ M109. Однако, несмотря на предложенную низкую стоимость закупки M109, Управление материально-технического обеспечения вооружённых сил Швеции сочло этот вариант слишком затратным в эксплуатации, имеющим недостаточную скорострельность и мобильность, и предпочло сосредоточить усилия на разработке собственного орудия.
Основными требованиями к новой гаубице стали:
- Высокая мобильность,
- Высокий темп стрельбы.

Результатом стал компромисс между более дорогой самоходной гаубицей и менее мобильным буксируемым орудием.
FH77 стала первой гаубицей, оснащённой собственной ВСУ для реализации возможности самостоятельного передвижения в тактических пределах — самодвижущимся орудием.
Скорострельность FH77 в своё время была исключительно высокой для 155-мм гаубицы. Эта гаубица способна делать 3 выстрела за 8 секунд, или 6 выстрелов за 25 секунд. В непрерывном режиме огня FH77 выдерживает 6 выстрелов каждую вторую минуту в течение 20 минут.

## Модификации
Разработаны следующие модификации орудия:

### FH77A
Базовый вариант с клиновым затвором,

### FH77 B
Экспортный вариант, оснащённый поршневым затвором с секционной нарезкой.

## Боеприпасы
Для FH77 используют 155-мм осколочно-фугасный снаряд m/77 (42 кг) с пластиковой гильзой, содержащей 6 пучков заряда. Также, FH77 может использовать боеприпасы с донным газогенератором разработанные для FH77B.

## Вспомогательная силовая установка
В качестве силовой установки (ВСУ) на FH77 используется бензиновый двигатель Volvo B20 (англ. Volvo B18 engine), соединённый с тремя гидравлическими насосами. Два насоса используются для привода колёс и один для вертикального и горизонтального наведения, досылки снаряда и привода зарядного крана.

## Расчёт
В состав орудийного расчёта входит от 10 до 14 человек. Минимальный состав расчёта — 4 человека:
- Командир — руководит деятельностью расчёта от носителя до орудия[прояснить].
- Наводчик — располагается слева от орудия, оперируя компьютером управления огнём и приводами гаубицы при саморазвёртывании гаубицы.
- Первый заряжающий — располагается справа от орудия и отвечает за подачу снарядов с подающего стола перед ним.
- Второй и третий заряжающие работают на земле, обеспечивая подачу снарядов первому заряжающему с помощью гидравлического крана и подачу гильз в зарядный лоток.

## Передвижение и развёртывание
В качестве специального автомобильного тягача для транспортирования FH77 используется Scania SBA111 (Tgb 40). Тягач оборудован отсеком для размещения расчёта за кабиной водителя и краном фирмы HIAB (англ. HIAB) для выполнения погрузочных работ с боеприпасами. ВСУ гаубицы может запускаться и управляться водителем тягача, обеспечивая увеличение тягово-динамических характеристик при движении по бездорожью. Максимальная скорость буксирования — 70 км/ч.
Маневрирование FH77 производится управлением крутящим моментом двух основных колёс. Скорость регулируется изменением частоты вращения коленчатого вала ВПУ. Разворачивание гаубицы производится разведением станин, подъёмом роликов и приводом гаубицы в обратном направлении[прояснить].

## Эксплуатанты
FH77 находилась на вооружении следующих государств:
- Швеция — около 220 гаубиц FH77 поставлено в Сухопутные войска Швеции между 1979 и 1984 годом[1].
- Нигерия — 24 FH-77B на хранении по состоянию на 2016 год[2].
- Индия — около 300 единиц FH-77B по состоянию на 2016 год[3]; закупка сопровождалась грандиозным коррупционным скандалом.
- Иран — FH77B образцы не были опробованы[прояснить].[1]